# 박이순 (1905년)
박이순(朴彛淳, 일본식 이름: 新井彛淳(신이 이준) 또는 新居 廣(신쿄 히로시), 1905년 7월 18일 ~ ?)은 일제강점기의 관료이며 대한민국의 법조인이다. 예비역 대한민국 해군 대령이다.

## 학력
- 1924년 평안북도 정주 오산고등보통학교 졸업
- 1928년 일본 교토 대학교 법학과 학사
- 1957년 대한민국 국방대학교 행정학사 2기

## 생애
평안북도 정주군의 오산고등보통학교를 졸업했다. 일본에 유학하여 교토 제국대학 법학부를 나온 그는, 고등문관시험 사법과와 행정과 양과에 합격하였다.
이후 조선총독부 관리가 되어 경기도 파주군 군수를 거쳐 평안북도 이사관으로 사회과장을 역임하였다. 조선총독부 중추원 서기관, 조선사편수회 간사도 지냈다. 평안북도 내무부에서 근무하던 1943년을 기준으로 정6위에 서위되어 있었다. 
태평양 전쟁 종전 후에는 미군정에서 사법부 법률조사과장으로 등용되었고, 경성지방법원 판사에 임명되어 사법부로 진출했다. 서울지방법원 소년부지원장을 지냈으며, 서울대학교 교수, 고려대학교 강사와 국민대학 부학장과 학장 서리에 올랐다. 
한국 전쟁 중 입대하여 대한민국 해군 진해통제부 법무참모와 해군본부 법무감을 맡았다. 1954년에 해군 대령으로 전역한 뒤 변호사를 개업해 활동하였다. 1960년을 기준으로 내무부 사정위원회 사정위원 재직 중이었다.
2008년에 민족문제연구소가 친일인명사전 편찬을 위해 발표한 친일인명사전 수록예정자 명단 중 관료 부문에 포함되었다.

## 참고자료
- 박이순(朴彛淳) - 국사편찬위원회